# ビリー・グラハム
ビリー・グラハム（英語: Billy Graham、KBE、1918年11月7日 - 2018年2月21日）は、現代アメリカの最も著名なキリスト教（南部バプテスト連盟）の福音伝道師、牧師、神学校教師、福音派キリスト者。アメリカの伝道師と呼ばれる。1950年に「ビリー・グラハム伝道協会」を設立した。20世紀中ごろのリバイバル運動（信仰復興運動）聖霊運動の主力となった一人である。今まで生きた誰よりも多く世界中の人々に福音を語ったといわれる。ギャラップ社の「20世紀で最も評価される人」の7人目に選ばれた。

## 生い立ち
1918年11月7日、ノースカロライナ州シャーロットに程近い農場で生まれる。200エーカーの面積があった。家庭では聖書を中心とした教育を受けた。しかし、宗教には無関心だった。

## 学生時代
16歳のときモルデカイ・ハムの伝道説教を通して信仰を持った。テンプル・テラス独立聖書学校（現トリニティ大学）に入学し、そこで少女と婚約するが、その少女はグラハムが「敬虔な働き人となるしるしが見られない」とグラハムに告げて、グラハムから離れた。苦しんだグラハムは、近くのゴルフコースでひざまずき、主なる神にすべてを委ねる祈りをささげた。また、イトスギを相手に伝道説教の練習をするようになった。それから数ヶ月が経って、非行少女たちに福音を語ると応答があったと述べている。
最初の特別集会はフロリダ州パラトカのバプテスト教会であった。ホイートン大学に入学し人類学を専攻した。学費のため家具を配達する仕事をしている時に出会った女子大生と交際するようになり求婚。大学を卒業した2ヶ月後の1943年に結婚した。大学院神学部修士課程修了。

## ミニストリー

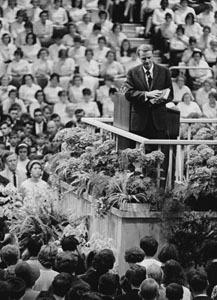
福音を語るビリー・グラハム

最初の牧会はイリノイ州ウェスタン・スプリングスにあるバプテスト教会である。
グラハムは教会員たちの協力を得て、トーレイ・M・ジョンソンのラジオ放送を引き継いだ。ここで福音歌手ジョージ・ビバリー・シェーとの出会いがある。また、トロンボーン奏者のクリフ・バロウズも協力者となった。
1947年にノース・ウェスタンスクールズの総長となる。また、この年のロサンゼルスの伝道集会により、伝道師として認知されるようになった。その前にグラハムの霊的体験があったと伝えられる。グラハムは聖書観について悩んでいたため、森の中に入って、切り株の上に聖書を置き、ひざまずいて主なる神に「神よ、証明できないことがありますが、信仰によって聖書を神のことばとして受け入れます」と祈った。すると、「私は神の臨在の驚くべき体験を持った。私は決心したことが正しいことだと思うと、心に大きな平安が訪れた」という。そしてオーに神の聖霊の油注ぎを受けたと伝えた。
ビリー・グラハムの霊的な戦闘の武器は「御霊の剣、すなわち神のことば」（エペソ6:17）であり、グラハムは「聖書はこう言っている」と頻繁に語った。

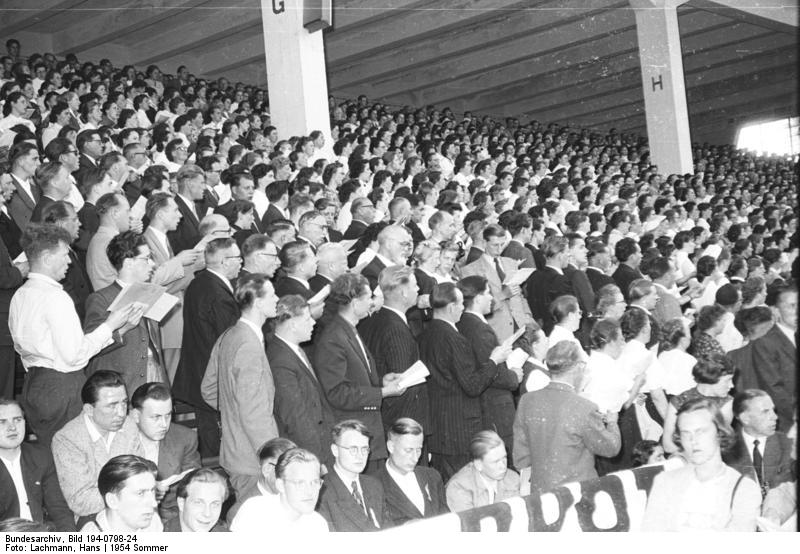
ドイツ 1954年

国内外を非常に精力的に飛び回り、マディソン・スクエア・ガーデンなど大衆を前にしての連続伝道、さらにテレビ等のマスメディアを活用した大衆伝道など、20世紀的特徴を体現した伝道師である。日本でも福音的な教会に招かれ伝道集会を開いている。
グラハムの伝道スタイルは聖書に書かれてあるとおり、「イエス・キリストを私たちの罪の身代わりとして死なれ、よみがえられた救い主として受け入れなさい」とストレートにメッセージするものである。その結果、多くの人が主イエスを見出し、新生（ボーン・アゲイン）したと言われる。
1993年時点で、250万人以上が伝道大会で「イエス・キリストを個人的な救い主として受け入れる」ために進み出た。2002年で彼の生涯における聴衆は、ラジオとテレビ放送を含めて20億人に達した。

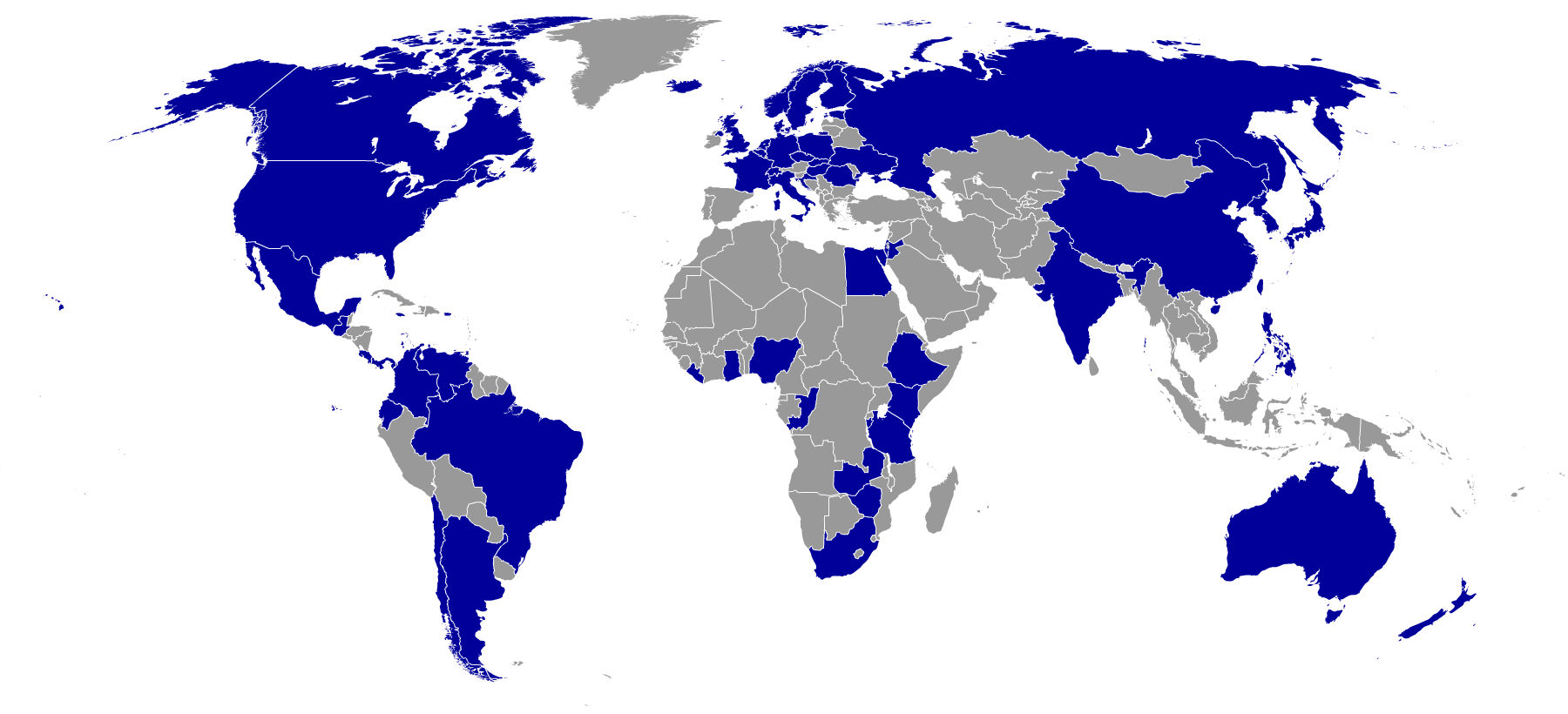
ビリー・グラハムが説教した国

## ベルリン世界伝道会議
1966年10月にベルリンで世界伝道会議が開催された。ここでは伝道の急務が訴えられ、また会議は人種差別を否定した。グラハムの最終日の説教は「あなたの祭壇はけがれていないか」と題するもので、これを聞いた参加者は涙を流してひざまずき、祈ったと伝えられる。

## ローザンヌ世界伝道会議
ローザンヌ世界伝道国際会議では、宣教を伝道と社会責任の二つにわけ、伝道の優先性を主張しながらも、社会責任を無視しないとした。
ローザンヌ誓約では、あらゆる種類の混合宗教（シンクレティズム）やすべての宗教やイデオロギーを通してキリストが語っているかのような対話（ダヤローグ）を「キリストと福音に対する冒涜とみなして拒否する」と宣言しているが、同時に、すべての人は罪人であり、滅びに向かっているため、彼らに神の愛を告知し、招くようにとの誓約を表明している。

## 東アジアの教会への影響
日本では1956年、1967年、1980年、1994年の4回にわたってビリー・グラハム国際大会が開催された。
韓国へは1973年に、中国へは1988年に訪れて伝道を行った。
1992年に、宗教者かつ非共産主義者の外国人としては初めて訪朝した。滞在中、金日成との面会を果たし、ブッシュ大統領の伝言を口頭で伝えた。

## 後継者

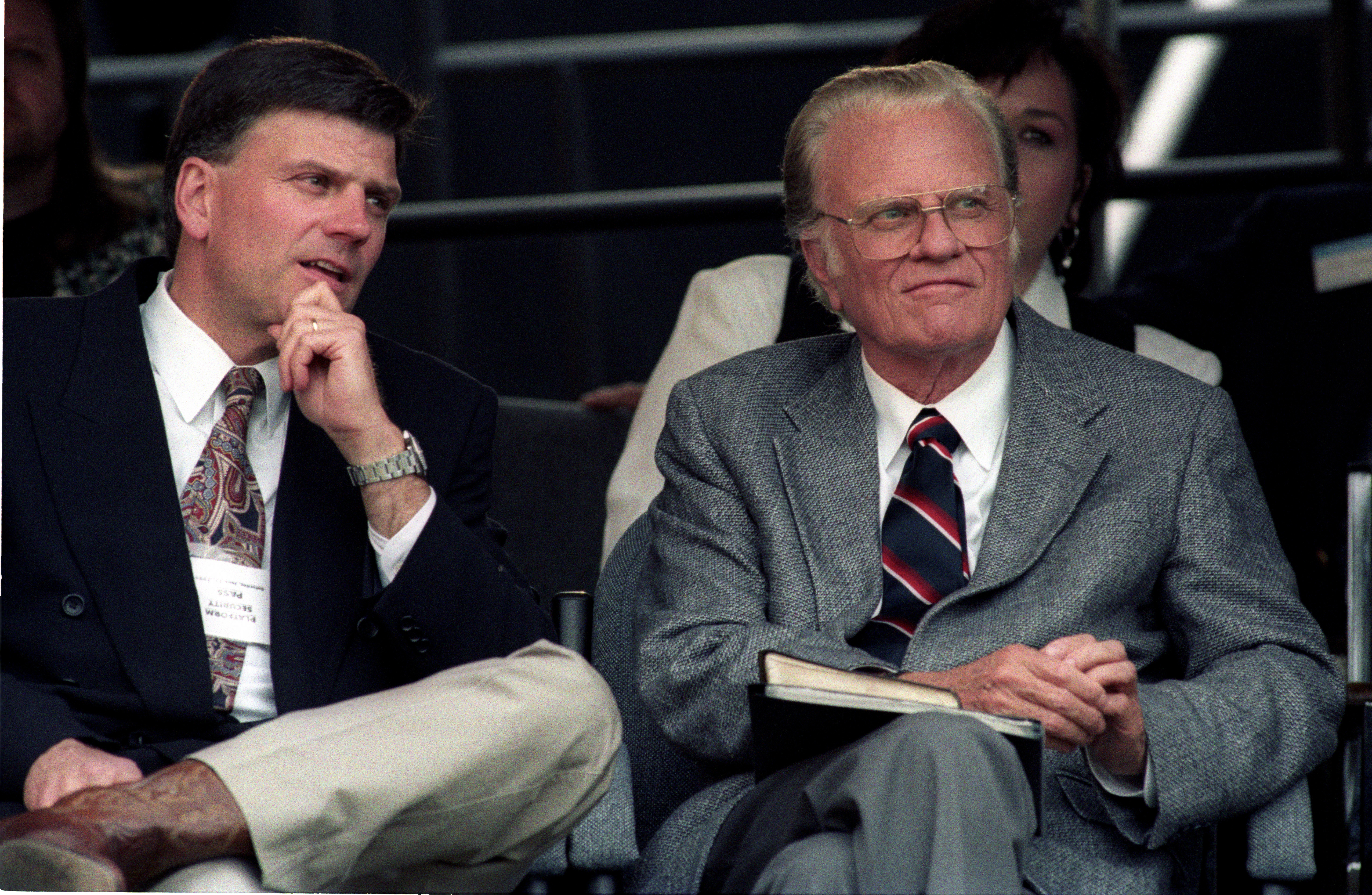
長男のフランクリン・グラハムと（1994年）

2001年に、四男のフランクリン・グラハムが彼の跡を継ぐかたちでビリーグラハム伝道協会の総裁に就任した。

## 世俗社会への影響

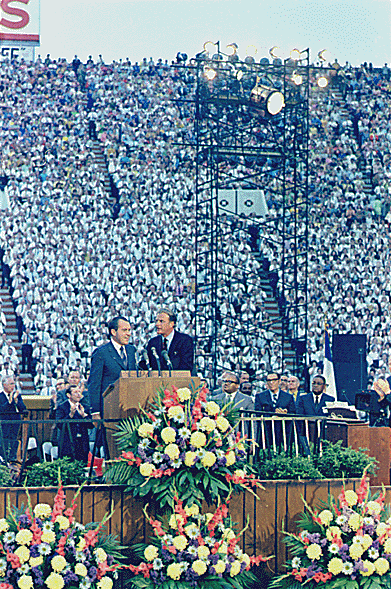
ニクソン大統領と

冷戦のさなか、無神論の共産主義を敵視し、人々が神のもとに結集すればアメリカに神の祝福がもたらされるとした。1953年、アイゼンハワーは大統領に就任すると、反ソ連のためにグラハムの反共主義を利用しようとし、両者は結びつきを強めた。1953年、アイゼンハワーは大統領就任演説で神に祈りを捧げた。これは異例のことで、アイゼンハワーは演説で個人的に祈りを捧げると切り出しながら参列する聴衆に頭を垂れるよう求めている。"IN GOD WE TRUST"が連邦政府の公式スローガンとなった。公立学校での朝の忠誠の誓いには"under GOD"という語が加えられた。
1956年、クリスチャニティ・トゥディを創刊した。
1957年7月、ニューヨーク州のヤンキースタジアムのグラハムの演説集会には10万人以上が集まった。グラハムは米国従来の無派閥的な伝道家によるセクト的なプロテスタント宗教を現代社会に適応させ、彼の影響を受けた新しい宗派は福音派とよばれるようになった。
1960年、カトリックのケネディはプロテスタント主流の米国で政教分離を約して大統領に当選した。1962年6月、公立学校で行う神への祈りは違憲であるとの判決を下し、ケネディ大統領はこれに従うとした。グラハムを含む多くの米国南東部の福音派はこれに異を唱えた。この頃、人種隔離策を認めない公民権運動が高まっていたが、米国南東部では福音派を中心にこれに対する反発が強かったものの、ケネディの支持のもと1964年には公民権法が成立し、この後しばらく福音派そのものが時代の流れに取り残された人々とみなされるようになっていった。
聖書では姦淫が禁じられているため、1960年代後半にアメリカで巻き起こった「セックス革命」を罪とし、これを批判した。70年代には女性の権利解放運動「ウーマンリブ」が始まったが、妊娠中絶の権利の合法化が激しい政治的対立となり、1973年連邦最高裁で認められたが、福音派の多くがこれを激しく批判した。また、同性愛を「文明の衰退に寄与する『性的倒錯の罪深い形態』」とし、1993年にはすでにアメリカで感染が拡がっていたAIDSについては（後に撤回したが）「エイズは神の裁きなのか？確信は持てませんませんが、私はそう思っています」と述べた。これらの言動から、「アメリカの伝統的価値観」を体現し、これを保護する「保守派」と呼ばれることがある。
グラハムは保守派を中心としたアメリカ合衆国大統領の霊的助言者であったとする主張がある。リチャード・ニクソンなど多くの大統領就任式の際の祈祷をたびたび担当している。1980年代半ば、ジョ－ジ・W・ブッシュはグラハムとの親交をきっかけに福音派に改宗したとされ、ブッシュ大統領時の2001年の9・11テロ直後の「国民の追悼と祈りの日」の式典には招かれ、列席している。
1970年代にアメリカで人気を博したプロレスラーのウェイン・コールマンは、聖職者としてのグラハムの名声と、同時期に公開されていた人気ミュージカルの『ジーザス・クライスト・スーパースター』に肖って「スーパースター・ビリー・グラハム」というリングネームを名乗っており、プロレスの入場曲にも同作のテーマ曲を用いて大衆の人気を得ていたが、名前を肖られたグラハム本人は『ジーザス・クライスト・スーパースター』には大変批判的であり、ブロードウェイにおける同作の公演を妨害する活動が報じられたりもしていた。

## 批判
キリスト教根本主義（ファンダメンタリズム）のボブ・ジョーンズは福音派のグラハムを非難している。また新正統主義のラインホルド・ニーバーもグラハムを批判している。また、ニクソン元大統領と極秘裏に会談した時、ユダヤ人がアメリカのメディアを支配し、アメリカにのど輪（レスリングの技）をかけており、将来アメリカが滅亡するだろうと言ったことがばれ、後に謝罪している。また、トルーマン元大統領とも親交があったが、トルーマンは彼を嫌っており、あれは、政治に近づき過ぎるとも批評したといわれている。

## 著書
グラハムは著書等を通してもキリスト教界に広く影響を与えている。
- 『「神との平和」を見いだすには』 ビリー・グラハム東京国際大会 1994
- 『今よみがえる黙示録の預言』いのちのことば社 ISBN 4264014433
- 『迫りくる終わりの日』 いのちのことば社 ISBN 4264007232
- 『ハルマゲドン 最後の日に備えて』いのちのことば社 ISBN 4264005000
- 『どうしたら新生できるか』いのちのことば社
- 『天使 その知られざる働き』いのちのことば社 ISBN 426400246X
- 『神は遠くにいない』いのちのことば社
- 『真理に至る道 - わかりやすいキリスト教の話』いのちのことば社
- 『もう一つの革命』 いのちのことば社 1972
- 『どうしたら神を見いだせるか』 1967